# Foro Paneuropeo de Hermandades y Cofradías
El Foro Paneuropeo de Hermandades y Cofradías (originalmente, en italiano, Forum Paneuropeo delle Confraternite) es un evento religioso creado en 2020 por iniciativa de la Cofradía de San Carlos Borromeo en Lugano y la Confederazione delle Confraternite delle Diocesi d'Italia, con la aprobación de la Santa Sede, y que reúne a las hermandades y cofradías católicas de Europa.
Con una duración de dos o tres días, el foro promueve eventos como conferencias y celebraciones religiosas, bajo el patrocinio del Dicasterio para la Evangelización y el Consejo de Conferencias Episcopales de Europa.

## Misión
El Foro Paneuropeo de Hermandades y Cofradías es una iniciativa que pretende reunir a las hermandades y cofradías católicas europeas en un foro que pretende encontrar respuestas sobre la misión actual de estos organismos en el contexto europeo.
Las cofradías y hermandades unen a millones de creyentes en toda Europa. A juicio de los organizadores, estas instituciones pueden ser también vehículo e instrumento de apostolado y evangelización, con el fin de preservar los valores cristianos en la sociedad.
Uno de los objetivos actuales del foro es establecer una federación transnacional en Europa que pueda reunir a las hermandades y cofradías del continente, para facilitar su gestión interna y establecer una forma de acción para la Nueva Evangelización.
En 2023 el foro tendrá lugar en el Real Edifício de Mafra, en Portugal, declarado Patrimonio de la Humanidad por la Unesco el 7 de julio de 2019.
En 2024 (27-28 de abril), el foro tendrá lugar en la ciudad de Czestochowa, Polonia.

## Eventos
|     | Fecha                     | Sede                  | Lema                                                                                        |
| --- | ------------------------- | --------------------- | ------------------------------------------------------------------------------------------- |
| I   | 2020, 15-16 de febrero    | Lugano · Suiza        | Erit tanquam lignum plantatum secus decursus aquarum et folium eius non defluet.            |
| II  | 2021, 23-24 de septiembre | Málaga · España       | Et ecce turba magna, quam dinumerare nemo poterat.                                          |
| III | 2022, 1-2 de octubre      | Niza Francia          | Transibam ad domum Dei in voce exultationis et confessionis multitudinis festa celebrantis. |
| IV  | 2023, 16-17 de septiembre | Mafra Portugal        | Si Deus pro nobis, quis contra nos?                                                         |
| V   | 2024, 27-28 de abril      | Czestochowa · Polonia | In silentio et in spe erit fortitudo vestra                                                 |
| VI  | 2025                      | Roma · Italia         |                                                                                             |